# Municipio de Cleveland (Pensilvania)
El municipio de Cleveland (en inglés: Cleveland Township) es un municipio ubicado en el condado de Columbia en el estado estadounidense de Pensilvania. En el año 2000 tenía una población de 1004 habitantes y una densidad poblacional de 16.6 personas por km².

## Geografía
El municipio de Cleveland se encuentra ubicado en las coordenadas 40°53′00″N 76°26′59″O / 40.88333, -76.44972.

## Demografía
Según la Oficina del Censo en 2000 los ingresos medios por hogar en la localidad eran de $38 490 y los ingresos medios por familia eran de $42 824. Los hombres tenían unos ingresos medios de $30 985 frente a los $22 708 para las mujeres. La renta per cápita de la localidad era de $16 982. Alrededor del 7,8% de la población estaba por debajo del umbral de pobreza.